# Deutsche Frauen-Rugby-Union-Nationalmannschaft
Die deutsche Frauen-Rugby-Union-Nationalmannschaft ist die Nationalmannschaft Deutschlands in der Sportart Rugby Union und repräsentiert das Land bei allen Länderspielen (Test Matches) der Frauen. Die organisatorische Verantwortung trägt der Deutsche Rugby-Verband. Traditionell spielt Deutschland in schwarzen Trikots mit schwarzen Hosen und schwarzen Socken.
Das erste Test Match fand 1989 gegen Schweden statt. Deutschland nahm bisher an zwei Weltmeisterschaften teil und erreichte beim Turnier 1998 mit dem 14. Platz sein bestes Ergebnis. Die Mannschaft errang bei Europameisterschaften bisher keinen Titel und klassierte sich zwei Mal auf dem zweiten sowie zwei Mal auf dem dritten Platz.

## Organisation
Verantwortlich für die Organisation von Rugby Union in Deutschland ist der Deutsche Rugby-Verband (DRV) mit Sitz in Heidelberg. Er wurde am 4. November 1900 gegründet und 1988 Vollmitglied des International Rugby Football Board (IRFB; heute World Rugby). Der DRV ist außerdem Gründungsmitglied der Fédération internationale de rugby amateur (FIRA; heute Rugby Europe).

## Geschichte
Die Frauen-Nationalmannschaft des DRV wurde 1989 aufgestellt. Sie trat im gleichen Jahr am 14. Oktober in West-Berlin zum ersten Länderspiel an und verlor 0:8 gegen Schweden.
Im Gegensatz zu den Männern durfte die Frauenmannschaft schon knapp neun Jahre nach ihrer Gründung an einer Weltmeisterschaft teilnehmen: im Mai 1998 in Amsterdam. Nachdem sie bereits 1997 im August in Hürth gegen England und im November in Hamburg gegen Irland angetreten war, spielte sie in den Niederlanden gegen Neuseeland, Wales, Italien, Schweden und die Gastgeberinnen. Innerhalb von zwei Jahren konnten die Frauen also gegen vier „Rugby-Großmächte“ ihr Können unter Beweis stellen, gegen die die deutschen Männer in mehr als 70 Jahren nie antreten durften. Die Niederlagen fielen entsprechend hoch aus: 0:84 gegen England, ein recht achtbares 6:32 gegen Irland, 6:134 gegen Neuseeland und 12:55 gegen Wales.
| Land             | Erstes Spiel | Gesamt | Gewonnen | Unentsch. | Verloren |
| ---------------- | ------------ | ------ | -------- | --------- | -------- |
| Schweden         | 1989         | 4      | 2        | 0         | 2        |
| Niederlande      | 1992         | 7      | 0        | 0         | 7        |
| Kasachstan       | 1993         | 4      | 1        | 0         | 3        |
| Katalonien       | 1995         | 1      | 0        | 0         | 1        |
| Portugal         | 1995         | 1      | 1        | 0         | 0        |
| Spanien          | 1996         | 1      | 0        | 0         | 1        |
| Italien          | 1996         | 2      | 0        | 0         | 2        |
| Frankreich       | 1997         | 1      | 0        | 0         | 1        |
| Irland           | 1997         | 2      | 0        | 0         | 2        |
| England          | 1997         | 1      | 0        | 0         | 1        |
| Neuseeland       | 1998         | 1      | 0        | 0         | 1        |
| Wales            | 1998         | 1      | 0        | 0         | 1        |
| Bilanz 1989–1999 |              | 26     | 4        | 0         | 22       |

Bei der zweiten Frauen-WM-Teilnahme im Mai 2002 in Barcelona unterlagen die deutschen Frauen wieder in allen vier Spielen: in der Vorrunde 0:117 gegen Neuseeland und 0:77 gegen Wales (um Gruppenplatz 3), in der Zwischenrunde 0:18 gegen Irland und im Spiel um Platz 15 ganz knapp mit 19:20 gegen die Niederlande.
Bei der Europameisterschaftsendrunde im April 2005 in Hamburg verlor die DRV-Auswahl das Halbfinale am 7. April gegen Italien mit 0:52 und das Spiel um Platz 3 zwei Tage später gegen Schweden mit 5:17. Danach wurde die Frauen-Fünfzehner-Nationalmannschaft aus Kostengründen aufgelöst. Schon im Vorfeld des Deutschen Rugbytages 2006 (Vollversammlung des DRV) wurde diese Entscheidung teilweise revidiert und mit dem Entwicklungsplan für das deutsche Frauenrugby die Grundsteine für einen Neuaufbau gelegt. Vom 10. bis 15. April 2007 nahm die Nationalmannschaft an der B-Europameisterschaft in Belgien teil.
Im Jahr 2010 wurde der Spielbetrieb der 15er-Nationalmannschaft nach der Teilnahme an der European Trophy 2010 bis auf weiteres eingestellt. Sämtliche personellen und finanziellen Mittel wurden danach auf die 7er-Nationalmannschaft verlagert.
2012 und 2013 trat eine inoffizielle 15er-Nationalmannschaft gegen Belgien an. Mitte 2015 wurde eine von den Vereinen der Frauenbundesliga unterstützte, privat finanzierten Auswahlmannschaft ins Leben gerufen, nicht zuletzt um den DRV dazu zu bewegen wieder eine Nationalmannschaft aufzustellen. Das „G15“ genannte Team bezwang in ihrem ersten Spiel die Nationalmannschaft der Schweiz mit 47:13.
Am 16. April 2016 hat die DRF durch einen Antrag beim Präsidium des Deutschen Rugby-Verbandes (DRV) den Wiederaufbau der Frauen-Fünfzehner-Nationalmannschaft, vorerst begrenzt auf zwei Jahre, erreicht. Der DRV wolle nach diesen zwei Jahren ein Fazit über die Leistungsfähigkeit und Finanzierbarkeit ziehen. Im Mai 2016 wurden Alfred Jansen und Marcus Trick als Trainerstab benannt. In ihrem ersten Testspiel gegen die Nationalmannschaft der Schweiz gewannen die deutschen Frauen 36:0.

## Trikot und Logo
Deutschland spielt traditionell in schwarzen Trikots mit schwarzen Hosen und schwarzen Socken. Das Auswärtstrikot ist weiß mit weißen Hosen und weißen Socken.
Das Logo des Deutschen Rugby-Verbandes zeigt das Wort Rugby mit dem Schriftzug Deutscher Rugby Verband unter den Nationalfarben Schwarz-Rot-Gold, mit der Abkürzung DRV links daneben in einem stilisierten Rugbyball.

## Test Matches
Deutschland hat 18 seiner bisher 64 Test Matches gewonnen, was einer Gewinnquote von 28,13 % entspricht. Die Statistik der Test Matches Deutschlands gegen alle Nationen, alphabetisch geordnet, ist wie folgt (Stand: 3. Februar 2025):
| Land        | Spiele | Gewonnen | Unent- schieden | Verloren | % Siege |
| ----------- | ------ | -------- | --------------- | -------- | ------- |
| Belgien     | 4      | 3        | 0               | 1        | 75,00   |
| Dänemark    | 1      | 1        | 0               | 0        | 100,00  |
| England     | 1      | 0        | 0               | 1        | 0,00    |
| Finnland    | 2      | 2        | 0               | 0        | 100,00  |
| Frankreich  | 1      | 0        | 0               | 1        | 0,00    |
| Irland      | 3      | 0        | 0               | 3        | 0,00    |
| Italien     | 7      | 0        | 0               | 7        | 0,00    |
| Kasachstan  | 4      | 1        | 0               | 3        | 25,00   |
| Luxemburg   | 1      | 1        | 0               | 0        | 100,00  |
| Neuseeland  | 2      | 0        | 0               | 2        | 0,00    |
| Niederlande | 17     | 1        | 0               | 16       | 5,89    |
| Norwegen    | 3      | 3        | 0               | 0        | 100,00  |
| Russland    | 1      | 0        | 0               | 1        | 0,00    |
| Schweden    | 10     | 3        | 0               | 7        | 30,00   |
| Schweiz     | 2      | 2        | 0               | 0        | 100,00  |
| Spanien     | 2      | 0        | 0               | 2        | 0,00    |
| Wales       | 2      | 0        | 0               | 2        | 0,00    |
| Gesamt      | 64     | 18       | 1               | 45       | 28,13   |

## Erfolge

### Weltmeisterschaften
Deutschland hat sich bisher für zwei Weltmeisterschaften qualifiziert. Das beste Resultat war der 14. Platz beim Turnier 1998.
| Jahr | Resultat           | Spiele             | Siege              | Unent.             | Ndlg.              | +/-                | Punkte             |
| ---- | ------------------ | ------------------ | ------------------ | ------------------ | ------------------ | ------------------ | ------------------ |
| 1991 | nicht teilgenommen | nicht teilgenommen | nicht teilgenommen | nicht teilgenommen | nicht teilgenommen | nicht teilgenommen | nicht teilgenommen |
| 1994 | nicht teilgenommen | nicht teilgenommen | nicht teilgenommen | nicht teilgenommen | nicht teilgenommen | nicht teilgenommen | nicht teilgenommen |
| 1998 | 14. Platz          | 5                  | 1                  | 0                  | 4                  | 46:308             | –                  |
| 2002 | 16. Platz          | 4                  | 0                  | 0                  | 4                  | 19:232             | 2                  |
| 2006 | nicht teilgenommen | nicht teilgenommen | nicht teilgenommen | nicht teilgenommen | nicht teilgenommen | nicht teilgenommen | nicht teilgenommen |
| 2010 | nicht qualifiziert | nicht qualifiziert | nicht qualifiziert | nicht qualifiziert | nicht qualifiziert | nicht qualifiziert | nicht qualifiziert |
| 2014 | nicht qualifiziert | nicht qualifiziert | nicht qualifiziert | nicht qualifiziert | nicht qualifiziert | nicht qualifiziert | nicht qualifiziert |
| 2017 | nicht qualifiziert | nicht qualifiziert | nicht qualifiziert | nicht qualifiziert | nicht qualifiziert | nicht qualifiziert | nicht qualifiziert |
| 2021 | nicht qualifiziert | nicht qualifiziert | nicht qualifiziert | nicht qualifiziert | nicht qualifiziert | nicht qualifiziert | nicht qualifiziert |
| 2025 | nicht qualifiziert | nicht qualifiziert | nicht qualifiziert | nicht qualifiziert | nicht qualifiziert | nicht qualifiziert | nicht qualifiziert |
| 2029 | noch ausstehend    | noch ausstehend    | noch ausstehend    | noch ausstehend    | noch ausstehend    | noch ausstehend    | noch ausstehend    |
| 2033 | noch ausstehend    | noch ausstehend    | noch ausstehend    | noch ausstehend    | noch ausstehend    | noch ausstehend    | noch ausstehend    |

### Europameisterschaften
Die deutsche Nationalmannschaft beteiligt sich an den Europameisterschaften, dabei gelang jedoch noch kein Turniersieg.

## Spielerinnen

### Aktueller Kader
Die folgenden Spielerinnen bildeten den Kader während der Rugby Europe Women’s Trophy 2024/25:
| Spielerin              | Position         |
| ---------------------- | ---------------- |
| Annika Nowotny         | Gedrängehalb     |
| Charlotte Malaizier    | Verbinderin      |
| Johanna Hacker         | Innendreiviertel |
| Mette Zimmat           | Innendreiviertel |
| Steffi Gruber          | Außendreiviertel |
| Sarah Hiltrud Piepkorn | Außendreiviertel |
| Sophie Hacker          | Schlussfrau      |
| Emilia Hacker          | Hintermannschaft |
| Ronja Hinterding       | Hintermannschaft |
| Paula Schult           | Hintermannschaft |

| Spielerin                | Position               |
| ------------------------ | ---------------------- |
| Emma Dehnert             | Haklerin               |
| Mareike Bier             | Pfeiler                |
| Luise Lauter             | Zweite-Reihe-Stürmerin |
| Salome Trauth            | Zweite-Reihe-Stürmerin |
| Muriel Weigel            | Flügelstürmerin        |
| Joy Weatherspoon         | Flügelstürmerin        |
| Yusra Abdelkarim         | Nummer Acht            |
| Amelie Harris            | Stürmerin              |
| Melissa Paul             | Stürmerin              |
| Nina Schäfer             | Stürmerin              |
| Annika Solveig Bergemann | Stürmerin              |
| Esther Tilgner           | Stürmerin              |

### Bekannte Spielerinnen
Bisher ist noch keine deutsche Spielerin in die World Rugby Hall of Fame aufgenommen worden.